# Sobre el agua
Sobre el agua es un libro escrito por el neerlandés Hans Maarten Van Den Brink. Fue publicado por editorial Meulenhoff en 1998.
Escrito originalmente en alemán como Over Het Water, en su tapa cuenta con una fotografía de Jerry Bauer, fue traducido al inglés en 2001 por Paul Vincent, con el título "On The Water" por Faber and Faber.